# Taisei Fujita
Taisei Fujita (jap. 藤田 泰成 Fujita Taisei; ur. 31 stycznia 1982) – japoński piłkarz występujący na pozycji pomocnika.

## Kariera klubowa
Od 2000 do 2014 roku występował w klubach Nagoya Grampus Eight, FC Tokyo, Tokyo Verdy, Tokushima Vortis i FC Machida Zelvia.